# Descendants: The Royal Wedding
Descendants: The Royal Wedding (prt: Os Descendentes: O Casamento Real; bra: Descendentes: O Casamento Real) é um especial animado lançado pelo Disney Channel a 13 de agosto de 2021, que se passa após o fim de Descendants 3. É o último projeto que aborda a história de Mal e os seus amigos, abrindo portas para as aventuras de Red e Chloe em Descendants: The Rise of Red. Em Portugal, foi lançado a 7 de novembro de 2021. No Brasil, foi lançado a 12 de fevereiro de 2022.

## Sinopse
Após os eventos de Descendants 3, o casamento entre Mal e Ben é o maior acontecimento do momento. Porém, com a chegada de Hades o local da cerimónia acaba por se incendiar. Mal e os seus amigos vão à procura de Hades, para descobrir o que aconteceu exatamente para acabar tudo em chamas.
O especial termina com a palavra "Fim" depois de mergulhar numa toca de coelho, referente ao mundo do País das Maravilhas, que será introduzido em Descendants: The Rise of Red.

## Elenco de voz
- Dove Cameron como Rainha Mal, a rainha de Auradon e filha de Maléfica/Malévola e Hades
- Sofia Carson como Evie, filha da Rainha Má
- Booboo Stewart como Jay, filho de Jafar
- China Anne McClain como Uma, filha de Ursula
- Mitchell Hope como Rei Ben, rei de Auradon e filho de Bela e Monstro/Fera
- Sarah Jeffery como Princesa Audrey, filha de Aurora e Príncipe Phillip
- Melanie Paxson como Fada Madrinha, a diretora da Preparatória de Auradon e mãe de Jane
- Jedidiah Goodacre como Chad Encantado, filho de Cinderela e Príncipe Encantado
- Anna Cathcart como Dizzy Tremaine, filha de Drizella Tremaine e neta de Lady Tremaine
- Dan Payne como Monstro/Fera, marido de Bela e pai de Ben
- Bobby Moynihan como a voz de Dude, o cão de Carlos que ganhou o poder da fala em Descendants 2
- Keegan Connor Tracy como Rainha Bela, mulher de Monstro/Fera e mãe de Ben
- Cheyenne Jackson como Hades, rei do submundo e pai de Mal
- Faye Mata como Maléfica/Malévola, mãe de Mal que está transformada em lagarto desde o final do primeiro filme Descendants
- Jack Venturo como Agonia, um dos lacaios de Hades
- Ryan Garcia como Pânico, um dos lacaios de Hades

### Dobragem portuguesa
O elenco de dobragem é constituído por:
- Raquel Ferreira dá voz a Mal
- Carla Mendes dá voz a Evie
- Salvador Nery dá voz a Jay
- Ana Rita Tristão dá voz a Uma e a Maléfica
- Luís Lobão dá voz a Ben
- Catarina Mago dá voz a Audrey
- Ana Vieira dá voz a Fada Madrinha
- Beatriz Bernardo dá voz a Dizzy
- Afonso Lagarto dá voz a Chad
- José Neves dá voz a Rei Monstro
- Ana Catarina Afonso dá voz a Rainha Bela
- Rui Luís Brás dá voz a Dude
- João Vicente dá voz a Hades
- TBA dá voz a Agonia
- TBA dá voz a Pânico

Tiago Retrê, Alexandre Carvalho e Maria Camões dá voz a uma personagem adicional. Dobrado nos estúdios Iyuno-SDI. Carlos Macedo está a cargo da direção de dobragem e André Lopes da Silva da tradução de diálogos.

## Produção
Um especial de televisão animado, Descendants: The Royal Wedding, foi anunciado em junho de 2021. Este projeto é o primeiro da saga a ser anunciado após a morte de Boyce, e como tal, foi anunciado que a ausência do seu personagem Carlos seria adaptada. Carlos é mencionado momentaneamente, embora não seja especificado o que lhe aconteceu.

## Prequela

### The Planning of the Royal Wedding
A 28 de agosto de 2020, uma prequela animada do especial de TV Descendants: The Royal Wedding com 3 episódios foi lançada no canal de Youtube do Disney Channel. Em Portugal estreou a 20 de outubro de 2021, no canal de Youtube da região portuguesa do Disney Channel, com o título traduzido para Os Descendentes: Planear o Casamento Real. A série segue Mal e Evie enquanto se preparam para o casamento real, com Dove Cameron e Sofia Carson a dar voz as suas respetivas personagens.
| N.º                                                                         | Título em português Título original                    | Realização por | Escrito por | Exibição em Portugal   | Exibição original     | Exibição no Brasil |
| --------------------------------------------------------------------------- | ------------------------------------------------------ | -------------- | ----------- | ---------------------- | --------------------- | ------------------ |
| 1                                                                           | "A Minha Dama de Honor" "My Maid of Honor"             | ASA            | ASA         | 28 de agosto de 2020   | 20 de outubro de 2021 | ASA                |
| Mal pede à sua melhor amiga que seja a sua Dama de Honor no seu grande dia! |                                                        |                |             |                        |                       |                    |
| 2                                                                           | "O Bolo Perfeito" "The Perfect Wedding Cake"           | ASA            | ASA         | 4 de setembro de 2020  | 22 de outubro de 2021 | ASA                |
| Mal e Evie fazem a prova de bolos para o grande dia!                        |                                                        |                |             |                        |                       |                    |
| 3                                                                           | "Um Vestido Para Uma Rainha" "A Dress Fit for a Queen" | ASA            | ASA         | 14 de setembro de 2020 | 28 de outubro de 2021 | ASA                |
| Evie cria o vestido de noiva perfeito para Mal.                             |                                                        |                |             |                        |                       |                    |